# Patrick Cazal
Patrick Cazal (6 de abril de 1971, Saint-Joseph, isla de Reunión) fue un jugador de balonmano francés  y posteriormente entrenador que jugaba como lateral derecho. Con la selección francesa ha jugado un total de 171 partidos en los que marcó 482 goles. Debutó un 2 de noviembre de 1994 contra Suiza.
Producto de la cantera de balonmano procedente de la isla de Reunión, junto con otros compañeros de selección francesa como Jackson Richardson o Daniel Narcisse, llegó a París con 18 años para enrolarse en el Paris-Asnières.
Con 23 fichó por el entonces emergente Montpellier Agglomération, del que se acabaría convirtiendo en unos de sus jugadores más importantes siendo decisiva su participación en los primeros tres títulos de liga conseguidos por el equipo de Montpellier a finales de los 90. Sus buenas actuaciones le llevarían a la selección nacional francesa, en la que el entonces seleccionador Daniel Constantini le convocó para el que sería su primer torneo internacional, el Campeonato del Mundo de 1995, en el Francia se alzó con su primer campeonato del mundo derrotando en la final a Croacia.
Tras conseguir el doblete en 1999 con el Montpellier Agglomération, decidió fichar por el Club Deportivo Bidasoa, en el que permanecería durante tres temporadas en las que no logró ningún título con el equipo de Irún, pero donde demostró su calidad siendo uno de los mejores jugadores extranjeros de la Liga ASOBAL. En 2001 contribuiría además al segundo campeonato del mundo conseguido por la selección gala en el mundial disputado en Francia. En la final contra Suecia logró sobreponerse de un esguince de tobillo para llevar a su selección al título en la prórroga.
En 2002 fichó por el TUSEM Essen, donde se mantuvo durante otras tres temporadas, logrando la Copa EHF en la última de ellas en 2005. Precisamente al término de esa temporada, los problemas económicos de la entidad de Essen le condenaron al descenso administrativo, obligando a Cazal a buscar una salida que supondría su regreso a Francia.
Sus tres últimas temporadas activas las pasó en el Dunkerque HB Grand Littoral, a cuyo término de las cuales y con 37 años anunció su retirada como jugador pasando a formar parte del organigrama técnico del mismo como entrenandor asistente de Yérime Sylla. En 2011 se hizo cargo del equipo como primer entrenador y bajo su mandato el equipo de Dunkerque conseguiría el primer título de liga de su historia en 2014, habiendo logrado la clasificación para la Liga de Campeones por primera vez en la temporada anterior

## Equipos

### Jugador
- Paris-Asnières (1989-1994)
- Montpellier Agglomération (1994-1999)
- Club Deportivo Bidasoa (1999-2002)
- TUSEM Essen (2002-2005)
- Dunkerque HB Grand Littoral (2005-2008)

### Entrenador
- Dunkerque HB Grand Littoral (2011- )

## Palmarés

### Jugador
- Liga Francesa 1995, 1998, 1999
- Copa Francesa 1999
- Copa EHF 2005

### Entrenador
- Trophée des champions de Francia 2012
- Copa de la Liga de Francia 2013
- Liga de Francia 2014

## Méritos y distinciones

### Jugador
- Mejor lateral derecho de la Liga de Francia 1999
- Mejor jugador de la Liga de Francia 1999
- Mejor lateral derecho del Campeonato de Europa de 2000
- Mejor lateral derecho del Campeonato del Mundo de 2003

### Entrenador
- Mejor entrenador de la Liga de Francia 2013